# Mérindol
Mérindol is een gemeente in het Franse departement Vaucluse (regio Provence-Alpes-Côte d'Azur) en telt 1923 inwoners (2006). De plaats maakt deel uit van het arrondissement Apt.

## Geografie
De oppervlakte van Mérindol bedraagt 26,7 km², de bevolkingsdichtheid is 71,3 inwoners per km².
De onderstaande kaart toont de ligging van Mérindol met de belangrijkste infrastructuur en aangrenzende gemeenten.

## Demografie
Onderstaande figuur toont het verloop van het inwonertal (bron: INSEE-tellingen).

## Geschiedenis
In 1530 werden de waldenzen in Frankrijk door de Inquisitie ontdekt en 10 jaar later sprak het parlement van Aix-en-Provence, opgericht in 1501, het 'arrest van Mérindol' uit tegen negentien ketters. Koning Frans I probeerde tijd te winnen en bepleitte een opschorting, maar toen de waldenzen in 1544 de abdij van Sénanque aanvielen, deels verwoestten en een groot aantal monniken verhingen, kreeg parlementsvoorzitter Meynier d'Oppède van de koning toestemming het bewuste arrest toe te passen en een strafexpeditie te organiseren in de Luberon. Dit geschiedde van 15 tot 20 april 1545, waarbij sommige plaatsen in brand werden gestoken. Drieduizend burgers werden gedood en zeshonderd tot de galeien veroordeeld. De waldenzen werden net zoals op het einde van de 15e eeuw  teruggedrongen naar Piëmont.